# أود بريندلي
أود بريندلي (بالإنجليزية: Aud Brindley)‏ مواليد 31 ديسمبر 1923 في مينيولا - الوفاة 19 نوفمبر 1957، كان لاعب كرة سلة أمريكي. بدأ مسيرته الاحترافية في سنة 1946. بلغ طوله 6 قدم 4 بوصة (1.9 م). اعتزل اللعب في 1947. لعب مع نيويورك نيكس في الدوري الأمريكي لكرة السلة للمحترفين.

## روابط خارجية
- أود بريندلي على موقع إن بي أي (الإنجليزية)
- أود بريندلي على موقع سبورتس رفرنس (الإنجليزية)
- أود بريندلي على موقع كلية كرة السلة في سبورتس رفرنس.كوم (الإنجليزية)
- أود بريندلي على موقع ريلجم (الإنجليزية)